# Сан-Кугат-дал-Бальєс
Сан-Куга́т-дал-Бальє́с (кат. Sant Cugat del Vallès) — муніципалітет, розташований в Автономній області Каталонія, в Іспанії. Код муніципалітету за номенклатурою Інституту статистики Каталонії — 82055. Знаходиться у районі (кумарці) Бальєс-Уксідантал (коди району — 40 та VC) провінції Барселона, згідно з новою адміністративною реформою перебуватиме у складі Баґарії (округи) Барселона. За кількістю населення у 2007 р. місто займало 14 місце серед муніципалітетів Каталонії.

## Населення
Населення міста (у 2018 р.) становить 90 664 особи (з них менше 14 років — 21,1 %, від 15 до 64 — 68,8 %, понад 65 років — 10,1 %). У 2006 р. народжуваність склала 959 осіб, смертність — 373 особи, зареєстровано 313 шлюбів. У 2001 р. активне населення становило 31.291 особа, з них безробітних — 2.379 осіб.

Серед осіб, які проживали на території міста у 2001 р., 43.954 народилися в Каталонії (з них 11.869 осіб у тому самому районі, або кумарці), 11.058 осіб приїхало з інших областей Іспанії, а 5.253 особи приїхали з-за кордону. 

Університетську освіту має 33,6 % усього населення. 

У 2001 р. нараховувалося 19.806 домогосподарств (з них 15,5 % складалися з однієї особи, 24,4 % з двох осіб,22,7 % з 3 осіб, 24,7 % з 4 осіб, 8,6 % з 5 осіб, 2,7 % з 6 осіб, 0,8 % з 7 осіб, 0,3 % з 8 осіб і 0,4 % з 9 і більше осіб).

Активне населення міста у 2001 р. працювало у таких сферах діяльності: у сільському господарстві — 0,6 %, у промисловості — 21,1 %, на будівництві — 5,7 % і у сфері обслуговування — 72,6 %. 

 У муніципалітеті або у власному районі (кумарці) працює 27.089 осіб, поза районом — 18.675 осіб.

### Доходи населення
У 2002 р. доходи населення розподілялися таким чином :
| \| Доходи населення за статтями доходів \| Доходи населення за статтями доходів \| Доходи населення за статтями доходів \| \| Рік \| 2002 р. \| 2001 р. \| \| ------------------------------------ \| ------------------------------------ \| ------------------------------------ \| \| Заробітна платня \| 66 % \| 67,3 % \| \| Доходи від ведення бізнесу \| 27,9 % \| 26,7 % \| \| Соціальна допомога \| 6,1 % \| 6 % \| |         |         |
| Доходи населення за статтями доходів |         |         |
| Рік | 2002 р. | 2001 р. |
| Заробітна платня | 66 %    | 67,3 %  |
| Доходи від ведення бізнесу | 27,9 %  | 26,7 %  |
| Соціальна допомога | 6,1 %   | 6 %     |

### Безробіття
У 2007 р. нараховувалося 1.761 безробітний (у 2006 р. — 1.907 безробітних), з них чоловіки становили 43,5 %, а жінки — 56,5 %.

## Економіка
У 1996 р. валовий внутрішній продукт розподілявся по сферах діяльності таким чином :
| \| Валовий внутрішній продукт \| Валовий внутрішній продукт \| Валовий внутрішній продукт \| \| Рік \| 1996 р. \| 1991 р. \| \| -------------------------- \| -------------------------- \| -------------------------- \| \| Сільське господарство \| 0,3 % \| 0,5 % \| \| Промисловість \| 33,4 % \| 39 % \| \| Будівництво \| 6,1 % \| 7,9 % \| \| Послуги \| 60,2 % \| 52,6 % \| |         |         |
| Валовий внутрішній продукт |         |         |
| Рік | 1996 р. | 1991 р. |
| Сільське господарство | 0,3 %   | 0,5 %   |
| Промисловість | 33,4 %  | 39 %    |
| Будівництво | 6,1 %   | 7,9 %   |
| Послуги | 60,2 %  | 52,6 %  |

### Підприємства міста

#### Промислові підприємства
| \| Промислові підприємства міста, за сферою діяльності \| Промислові підприємства міста, за сферою діяльності \| Промислові підприємства міста, за сферою діяльності \| \| Рік \| 2002 р. \| 2001 р. \| \| --------------------------------------------------- \| --------------------------------------------------- \| --------------------------------------------------- \| \| Енергетичні та водні ресурси \| 2,1 % \| 2,2 % \| \| Хімія та метали \| 8,8 % \| 8,4 % \| \| Переробка металів \| 32,7 % \| 32,5 % \| \| Продукти харчування \| 6 % \| 6,9 % \| \| Текстиль \| 10,9 % \| 10,2 % \| \| Виробництво меблів, видання \| 33,5 % \| 33,2 % \| \| Інше \| 6 % \| 6,6 % \| \| Усього підприємств \| 284 \| 274 \| |         |         |
| Промислові підприємства міста, за сферою діяльності |         |         |
| Рік | 2002 р. | 2001 р. |
| Енергетичні та водні ресурси | 2,1 %   | 2,2 %   |
| Хімія та метали | 8,8 %   | 8,4 %   |
| Переробка металів | 32,7 %  | 32,5 %  |
| Продукти харчування | 6 %     | 6,9 %   |
| Текстиль | 10,9 %  | 10,2 %  |
| Виробництво меблів, видання | 33,5 %  | 33,2 %  |
| Інше | 6 %     | 6,6 %   |
| Усього підприємств | 284     | 274     |

#### Роздрібна торгівля
| \| Підприємства роздрібної торгівлі міста, за сферою діяльності \| Підприємства роздрібної торгівлі міста, за сферою діяльності \| Підприємства роздрібної торгівлі міста, за сферою діяльності \| \| Рік \| 2002 р. \| 2001 р. \| \| ------------------------------------------------------------ \| ------------------------------------------------------------ \| ------------------------------------------------------------ \| \| Продукти харчування \| 23,3 % \| 23,6 % \| \| Одяг та взуття \| 22,1 % \| 22,4 % \| \| Товари для дому \| 15,8 % \| 16,2 % \| \| Книги та періодичні видання \| 6,2 % \| 5,7 % \| \| Промислова хімічна продукція \| 7,3 % \| 7,2 % \| \| Продукція, пов'язана з транспортними засобами \| 3,2 % \| 3 % \| \| Інше \| 22,1 % \| 22 % \| \| Усього підприємств \| 876 \| 845 \| |         |         |
| Підприємства роздрібної торгівлі міста, за сферою діяльності |         |         |
| Рік | 2002 р. | 2001 р. |
| Продукти харчування | 23,3 %  | 23,6 %  |
| Одяг та взуття | 22,1 %  | 22,4 %  |
| Товари для дому | 15,8 %  | 16,2 %  |
| Книги та періодичні видання | 6,2 %   | 5,7 %   |
| Промислова хімічна продукція | 7,3 %   | 7,2 %   |
| Продукція, пов'язана з транспортними засобами | 3,2 %   | 3 %     |
| Інше | 22,1 %  | 22 %    |
| Усього підприємств | 876     | 845     |

#### Сфера послуг
| \| Підприємства міста, що працюють у сфері послуг, за діяльністю \| Підприємства міста, що працюють у сфері послуг, за діяльністю \| Підприємства міста, що працюють у сфері послуг, за діяльністю \| \| Рік \| 2002 р. \| 2001 р. \| \| ------------------------------------------------------------- \| ------------------------------------------------------------- \| ------------------------------------------------------------- \| \| Гуртова торгівля \| 16,7 % \| 16,9 % \| \| Готелі та готельний бізнес \| 11,1 % \| 11,9 % \| \| Транспорт та зв'язок \| 8,4 % \| 9,2 % \| \| Посередницькі фінансові послуги \| 3 % \| 3 % \| \| Послуги підприємствам \| 22,5 % \| 20,8 % \| \| Послуги фізичним особам \| 24,7 % \| 25 % \| \| Нерухомість та ін. \| 13,6 % \| 13,2 % \| \| Усього підприємств \| 2.595 \| 2.391 \| |         |         |
| Підприємства міста, що працюють у сфері послуг, за діяльністю |         |         |
| Рік | 2002 р. | 2001 р. |
| Гуртова торгівля | 16,7 %  | 16,9 %  |
| Готелі та готельний бізнес | 11,1 %  | 11,9 %  |
| Транспорт та зв'язок | 8,4 %   | 9,2 %   |
| Посередницькі фінансові послуги | 3 %     | 3 %     |
| Послуги підприємствам | 22,5 %  | 20,8 %  |
| Послуги фізичним особам | 24,7 %  | 25 %    |
| Нерухомість та ін. | 13,6 %  | 13,2 %  |
| Усього підприємств | 2.595   | 2.391   |

## Житловий фонд
У 2001 р. 5,7 % усіх родин (домогосподарств) мали житло метражем до 59 м2, 33,1 % — від 60 до 89 м2, 31,8 % — від 90 до 119 м2 і
29,5 % — понад 120 м2.

З усіх будівель у 2001 р. 52,2 % було одноповерховими, 29,4 % — двоповерховими, 11,4 % — триповерховими, 2,9 % — чотириповерховими, 2,3 % — п'ятиповерховими, 1 % — шестиповерховими,
0,6 % — семиповерховими, 0,2 % — з вісьмома та більше поверхами.

## Автопарк
| \| Автомобілі, зареєстровані у місті, за призначенням \| Автомобілі, зареєстровані у місті, за призначенням \| Автомобілі, зареєстровані у місті, за призначенням \| \| Рік \| 2006 р. \| 2005 р. \| \| -------------------------------------------------- \| -------------------------------------------------- \| -------------------------------------------------- \| \| Приватні автомобілі \| 71,8 % \| 72,5 % \| \| Мотоцикли \| 14,2 % \| 13,4 % \| \| Вантажівки \| 11,9 % \| 12 % \| \| Трактори \| 0,2 % \| 0,3 % \| \| Автобуси та ін. \| 1,8 % \| 1,8 % \| \| Усього автомобілів \| 43.777 шт. \| 43.252 шт. \| |            |            |
| Автомобілі, зареєстровані у місті, за призначенням |            |            |
| Рік | 2006 р.    | 2005 р.    |
| Приватні автомобілі | 71,8 %     | 72,5 %     |
| Мотоцикли | 14,2 %     | 13,4 %     |
| Вантажівки | 11,9 %     | 12 %       |
| Трактори | 0,2 %      | 0,3 %      |
| Автобуси та ін. | 1,8 %      | 1,8 %      |
| Усього автомобілів | 43.777 шт. | 43.252 шт. |

## Вживання каталанської мови
У 2001 р. каталанську мову у місті розуміли 96,6 % усього населення (у 1996 р. — 97 %), вміли говорити нею 82,5 % (у 1996 р. — 83,3 %), вміли читати 81,6 % (у 1996 р. — 80,2 %), вміли писати 58,5 % (у 1996 р. — 54,9 %). Не розуміли каталанської мови 3,4 %.

## Політичні уподобання
У виборах до Парламенту Каталонії у 2006 р. взяло участь 32.798 осіб (у 2003 р. — 33.529 осіб). Голоси за політичні сили розподілилися таким чином:
| \| Вибори до Парламенту Каталонії \| Вибори до Парламенту Каталонії \| Вибори до Парламенту Каталонії \| \| Рік \| 2006 р. \| 2003 р. \| \| -------------------------------------- \| ------------------------------ \| ------------------------------ \| \| Конвергенція та Єднання (CiU) \| 37,7 % \| 33,5 % \| \| Соціалістична партія Каталонії (PSC) \| 17,9 % \| 23,8 % \| \| Народна партія (PP) \| 11,2 % \| 13,4 % \| \| Ініціатива за зелену Каталонію (IC) \| 12,7 % \| 8,7 % \| \| Республіканська лівиця Каталонії (ERC) \| 12,8 % \| 19,6 % \| \| Громадянська партія (C's) \| 5,3 % \| 0 % \| \| Інші \| 2,5 % \| 1,1 % \| |         |         |
| Вибори до Парламенту Каталонії |         |         |
| Рік | 2006 р. | 2003 р. |
| Конвергенція та Єднання (CiU) | 37,7 %  | 33,5 %  |
| Соціалістична партія Каталонії (PSC) | 17,9 %  | 23,8 %  |
| Народна партія (PP) | 11,2 %  | 13,4 %  |
| Ініціатива за зелену Каталонію (IC) | 12,7 %  | 8,7 %   |
| Республіканська лівиця Каталонії (ERC) | 12,8 %  | 19,6 %  |
| Громадянська партія (C's) | 5,3 %   | 0 %     |
| Інші | 2,5 %   | 1,1 %   |

У муніципальних виборах у 2007 р. взяло участь 28.760 осіб (у 2003 р. — 30.924 особи). Голоси за політичні сили розподілилися таким чином:
| \| Муніципальні вибори \| Муніципальні вибори \| Муніципальні вибори \| \| Рік \| 2007 р. \| 2003 р. \| \| -------------------------------------- \| ------------------- \| ------------------- \| \| Конвергенція та Єднання (CiU) \| 46,7 % \| 37,9 % \| \| Соціалістична партія Каталонії (PSC) \| 15,2 % \| 22,7 % \| \| Народна партія (PP) \| 9,2 % \| 11,5 % \| \| Ініціатива за зелену Каталонію (IC) \| 12 % \| 12,3 % \| \| Республіканська лівиця Каталонії (ERC) \| 8,3 % \| 14,3 % \| \| Громадянська партія (C's) \| 0 % \| 0 % \| \| Інші \| 8,6 % \| 1,5 % \| |         |         |
| Муніципальні вибори |         |         |
| Рік | 2007 р. | 2003 р. |
| Конвергенція та Єднання (CiU) | 46,7 %  | 37,9 %  |
| Соціалістична партія Каталонії (PSC) | 15,2 %  | 22,7 %  |
| Народна партія (PP) | 9,2 %   | 11,5 %  |
| Ініціатива за зелену Каталонію (IC) | 12 %    | 12,3 %  |
| Республіканська лівиця Каталонії (ERC) | 8,3 %   | 14,3 %  |
| Громадянська партія (C's) | 0 %     | 0 %     |
| Інші | 8,6 %   | 1,5 %   |